# Act of Aggression
Act of Aggression відеогра в жанрі стратегії в реальному часі, розроблена студією Eugen Systems і видана компанією Focus Home Interactive у 2015 році.

## Ігровий процес
Гра є стратегією в реальному часі, дія якої відбувається в недалекому майбутньому. Її ігровий процес подібний до серії Command & Conquer. Гравець повинен будувати базу для своєї армії, збирати й керувати ресурсами, розвивати нові типи військ та підрозділів і брати участь у боях проти штучного інтелекту. Окрім однокористувацького режиму, гра також підтримує змагальний і кооперативний багатокористувацький режими.

## Розповідь

### Сетинг
Події Act of Aggression розгортаються у 2025 році після так званого «шанхайського краху» — глобального економічного обвалу, спровокованого «Картелем» (таємничою організацією, яка, ймовірно, має коріння серед антикомуністичних кіл США часів адміністрації Джона Кеннеді). Вони прагнуть скористатися економічною рецесією, терористичними актами та нестабільною політичною ситуацією у світі задля досягнення своїх цілей — аж до того, що до конфлікту залучається армія США. Підозрілий характер шанхайського краху змушує Організацію Об'єднаних Націй створити «Химеру» — секретну багатонаціональну оперативну групу, оснащену передовими технологіями та наділену широкими повноваженнями. Кампанія починається невдовзі після ще одного злочинного акту Картелю — інсценованого державного перевороту в Нижній Каліфорнії (Мексика), який і привертає увагу Химери.

### Сюжет
У 2023 році Піт Вермак, колишній капітан південноафриканських сил спеціального призначення, якого вважали загиблим, отримує контакт і пропозицію від лідера осередку «Олімп» Картеля, під позивним «Посейдон». Йому доручають організувати прихід до влади Рауля Ескобедо — бізнесмена з прихованими намірами — шляхом повалення губернатора Нижньої Каліфорнії та створення сепаратистської держави під назвою «Республіка Демократіка де Нуева Каліфорнія» (Демократична Республіка Нової Каліфорнії). Ці події занурюють Мексику в громадянську війну, що вимагає втручання армії США під командуванням генерала Джеймса Віттела, якого ЗМІ прозвали «Герой Ісфагана». Однак через два роки залучення та викриття Чжан Яо — колишньої китайської хакерки, яка перебуває в міжнародному розшуку Інтерполу та допомагала Вермаку — привертає увагу «Химери». Підрозділ під командуванням полковника Ґреґа К. Шефера здійснює спробу перехопити її під час таємного вторгнення на територію РДНК — одночасно з початком наступу армії США. Яо не встигає повністю знищити жорсткий диск свого ноутбука перед тим, як її змушує евакуюватися Вермак, тож «Химера» отримує рештки даних, більшість з яких стосуються Ескобедо. Це спонукає Шефера здійснити ракетний удар по потягу, яким тікає Ескобедо, та таємно захопити його для допиту — що привертає увагу осередку «Олімп» до діяльності «Химери».
Після захоплення Ескобедо та його перевезення до Гааги Картель атакує Міжнародний кримінальний суд, убивши Ескобедо в процесі нападу. У цій операції використовується сербський підрозділ найманців «Білі вовки», очолюваний самопроголошеним полковником Драганом Веснічем, як основна військова сила, підтримана передовими технологіями. Шефера відправляють, щоб захопити Весніча та будь-які цілі частини військових технологій як докази. Але Картель випереджає його, направляючи Вермакка для ліквідації Весніча і знищення якомога більшої кількості доказів до прибуття «Химери». Зібрані дані вказують на можливу змову між Weyland Defense Corps (основним постачальником зброї для армії США) та Yueng Corporation (компанією, в якій раніше працювала Яо перед тим, як приєднатися до Картеля), де WDC виступає лише прикриттям. Шефер очолює незаконну секретну операцію в офісах Yueng у Китаї, щоб отримати інформацію про Яо та Ескобедо. Операція показує, що більшість військових активів Yueng Corporation (включно з системами наведення для ракет Peacekeeper) були контрабандою поширені по всьому світу через мережу Ескобедо та потрапили до Damocles — впливового приватного військового підрядника США та колишнього роботодавця Вермакка. Damocles має намір використати контроль над військовими ресурсами, щоб змусити уряд США підкорятися їхній волі.
Інформацію передають уряду США, який відправляє генерала Віттела для нейтралізації Damocles (за участю Шефера як «спостерігача»), що провокує контратаку Картеля із використанням експериментальної орбітальної зброї. Проте «Химера» встигає евакуювати вцілілі ресурси. Водночас Картель завдає удару по самій «Химері»: Вермакка відправляють для знищення полонених і стирання здобутих даних на другій базі в Південно-Східній Азії. Знаючи, що орбітальній зброї потрібне поповнення ресурсів, Шефер організовує штурм Байконурського космодрому за підтримки російської армії. Вони захоплюють базу даних Картеля та не дають доставити спорядження для орбітальної зброї, яка мала завдати удару по виступу президента в Конгресі США (State of the Union) у Вашингтоні. Під час операції також розкриваються високопосадовці США, пов'язані з Картелем, зокрема генерал Віттел, який виявляється високопоставленим членом осередку «Олімп», під кодовим ім'ям Гермес.
Розкритий, Віттел змушений тікати до Мексики під прикриттям Вермакка після невдалої спроби організувати сили дезертирів з армії США для спротиву уряду. Шефер очолює остаточний штурм сил Віттела та знищує його. Віттел стає публічно зганьбленим як «голова Картеля», а осередок «Олімп» — повністю розкритий і ліквідований. Однак Вермакк та Яо встигають утекти, дезертуючи з «Олімпу» і приєднуючись до осередку «Геліополь», лідер якого Осіріс приймає їх після того, як вони допомагають знищити компрометуючі дані Віттела під час нападу «Химери». Картель через захищені канали скликає раду, щоб вирішити — що робити з «Химерою» і чи діяти проти неї, але остаточне рішення лишається невизначеним.

## Розробка
| Агрегатор  | Оцінка |
| ---------- | ------ |
| Metacritic | 71/100 |

| Видання        | Оцінка |
| -------------- | ------ |
| Destructoid    | 7.5/10 |
| GameSpot       | 7/10   |
| PC Gamer (США) | 70/100 |

Гру було анонсовано 9 серпня 2014 року. Вона є наступницею Act of War: Direct Action від Eugen Systems, що вийшла у 2005 році. Розробники обіцяли, що Act of Aggression буде подібною за ігровим процесом до «золотої епохи стратегій у реальному часі 1990-х років». Бета-версію мультиплеєру було випущено 16 липня 2015 року. Повноцінний реліз гри для Microsoft Windows відбувся 2 вересня 2015 року.

## Оцінки критиків
Act of Aggression отримала змішані, але загалом позитивні відгуки, головним чином через подібність до Act of War. На сайті Metacritic гра має 71 зі 100 балів. Видання PC Gamer оцінило гру на 70 %.